# 第41回日本レコード大賞
第41回日本レコード大賞（だい41かいにほんレコードたいしょう）は、1999年（平成11年）12月31日にTBS Aスタジオ・赤坂BLITZで行われた、41回目の『日本レコード大賞』である。

## 概要
第41回の大賞は、GLAYの「Winter,again」に決定した。GLAYは初の受賞。
視聴率は4.4P下落し14.1%。6年ぶり10%台前半に転落。
12月30日から2000年1月1日にかけて放送された『超える!テレビ』内で放送された。

## 司会
- 堺正章
- 黒木瞳
- 進藤晶子（当時TBSアナウンサー）
堺は裏番組『第50回NHK紅白歌合戦』にも出場歌手（Sans Filtreのメンバーとして）として出演。

赤坂BLITZ会場進行
- 木村郁美（TBSアナウンサー）

中継リポーター
- 小島慶子（当時TBSアナウンサー） - 東京・アメヤ横丁
- 平繁かなえ（あいテレビアナウンサー） - 愛媛・来島海峡展望台

ラジオ中継担当
- 小島一慶

## 受賞作品・受賞者一覧

### 日本レコード大賞
- 「Winter,again」
- 歌唱：GLAY
- 作曲・作詞：TAKURO　編曲：GLAY、佐久間正英
- プロデューサー：佐久間正英
- プロダクション・レコード会社：アンリミテッドレコード（東芝EMI）

### 最優秀歌唱賞
- 郷ひろみ「GOLDFINGER '99」

### 最優秀新人賞
- 八反安未果「SHOOTING STAR」

### アルバム大賞
- 宇多田ヒカル「First Love」

### 優秀作品賞（大賞ノミネート作品）
- 19「あの紙ヒコーキ くもり空わって」
- GLAY「Winter, again」
- 宇多田ヒカル「Automatic」
- 田川寿美「北海岸」
- 川中美幸「君影草」
- 速水けんたろう・茂森あゆみ「だんご3兄弟」
- 原田悠里「津軽の花」
- 浜崎あゆみ「Boys & Girls」
- Something ELse「ラストチャンス」
- モーニング娘。「LOVEマシーン」

### 新人賞（最優秀新人賞ノミネート）
- 太陽とシスコムーン
- 八反安未果
- 山本智子
- 和田青児

### ベストアルバム賞
- L'Arc〜en〜Ciel「ark」
- L'Arc〜en〜Ciel「ray」
- 浜崎あゆみ「A Song for ××」
- 宇多田ヒカル「First Love」

### 特別賞
- だんご3兄弟

### 吉田正賞
- 弦哲也

### 作曲賞
- つんく「LOVEマシーン」（歌・モーニング娘。）

### 編曲賞
- 南郷達也「君影草 ～すずらん～など」（歌・川中美幸）

### 作詩賞
- たかたかし「風に立つ」（歌・坂本冬美）

### 企画賞
- 川の流れのように～美空ひばりオン・ヴァイオリン／幸田聡子
- 中村八大作品集／坂本九他
- 葉っぱのフレディ -いのちの旅-／朗読森繁久彌　音楽東儀秀樹
- STAFF ROLL／野猿
- 有楽町で会いましょう、異国の丘・ハーモニカによる吉田正名曲集／森本恵夫

### 功労賞
- 川内康範
- デューク・エイセス
- 二葉百合子
- ボニージャックス

### アジア音楽賞
- フェイ・ウォン

### 日本作曲家協会特別功労賞
- 淡谷のり子

### 美空ひばりメモリアル選奨
- 橋幸夫

## プレゼンター
- 高橋克典…レコード大賞
- 藤井隆…最優秀新人賞

## TV中継スタッフ
- ナレーション：垂木勉
- プロデューサー：田代誠・斎藤薫・大崎幹
- 総合演出：落合芳行
- 演出スタッフ：小関美保子・中山雅生・藤塚基宏
- 舞台監督：服部英司
- AP：長内信博・浅井寿人
- ディレクター：横井直行・東信弘・鈴木聡・玄馬康志・安田淳・古谷英一・世良田光
- TP：杉田謙二
- TD：河野志朗
- カメラ：井原公二
- VE：高松央
- 音声：倉木紀彦
- 照明：石川博章
- バリライト：土屋欣宥
- 音響効果：三澤恵美子
- PA：宮坂修
- 回線：岡田寛正
- 美術プロデューサー／デザイナー：飯田稔
- デザイナー：中西忠司
- 美術制作：安田和郎・与田滋
- 装置：石原隆・淵脇臣吉
- 装飾：高橋啓三
- 電飾：佐々木勉
- メカシステム：庄子泰広
- テクニカルOG：尾崎至晃
- 公開：廣中信行
- TK：長谷川道子
- 中継スタッフ
  - P：加納良恵（愛媛）
  - TD：佐藤満・藤田徹也（BLITZ）・近藤弘志（TBS放送センター屋上）・平舘敏弘（東京上野アメヤ横丁）・斎藤幹宏（愛媛）
  - D：村上崇（愛媛）
  - カメラ：箸透（BLITZ）
  - VE：船田安弘（BLITZ）
  - 音声：寿田道陽（BLITZ）
  - 照明：松本修一（BLITZ）
- 構成：玉井貴代志・野村正浩
- リサーチ：三好千春・川上共子・村山由紀子
- 音楽：武部聡志・竹下欣伸
- コーラスアレンジ：菅井えり
- 振付：花柳糸之・菊地ヒロユキ
- 踊り：花柳糸之社中・劇団ひまわり
- 技術協力：TBSビジョン・東通・ティ・エル・シー・エヌ・エス・ティー・TAMCO・サンライズアート・ダブルビジョン・パワーステーション・エヌケイ特機・VARILITE・東京舞台照明
- 制作協力：あいテレビ・BMC
- 製作著作：TBS
- 主催：社団法人 日本作曲家協会、日本レコード大賞制定委員会、日本レコード大賞実行委員会